# 우마가
"에디" 스미스 파투("Eddie" Smith Fatu, 1973년 3월 28일 ~ 2009년 12월 4일)는 사모아 및 미국의 프로레슬링선수로 우마가(Umaga)라는 링네임으로 알려져 있다. 두 형들 중 큰 형인 솔로파 파투 또한 프로레슬링 선수다. 피니쉬로는 사모안 스파이크, 런닝 스플래쉬, 다이빙 스플래쉬가 있다. 자주 쓰는 기술로는 레킹볼 (런닝 스팅크 페이스)가 있는데, 레킹볼은 쇠공이라는 뜻이다.

## 생애
프로레슬링 명문인 아노아이 가문의 일원이며 1995년 프로레슬링 무대에 입문했다. 선수 경력 동안 주로 맷 아노아이와 함께 태그팀을 구성해서 활약했으며, 2002년부터 2003년까지 WWE에서 활동하며 자말(Jamal)이라는 링네임을 사용하였다. 이후 2004년까지 전일본 프로레슬링에서 활동했으며 2006년 WWE로 복귀해 링네임을 우마가(Umaga)로 바꾸었다. 그 뒤 2007년까지 WWE 러에서 무패를 기록했으며, 2007년 1월 WWE 이후 첫 패배를 당했다. 이후 WWE 인터콘티넨털 챔피언십에서 두 차례 우승을 차지하였다.
2009년 12월 4일 텍사스주 휴스턴에 있는 자택에서 코에서 피를 흘리며 의식을 잃은 채로 부인에 의해 발견되었고, 급히 인근 병원으로 이송되었지만 병원에서 2차 심근 경색을 일으켜 사망하였다. 부검 결과 하이드로콘, 카리소프로돌, 디아제팜의 과다 복용이 원인이 되어 사망한 것으로 밝혀졌다.

## 수상

### 대회
- WWE
  - WWE 인터콘티넨털 챔피언십 2회 우승